# Tamm (cratère)
Pour les articles homonymes, voir Tamm.
Tamm est un cratère d'impact lunaire peu profond. Il est situé dans le secteur ouest-nord-ouest du plus important cratère Chaplygin. Relié au bord extérieur sud-sud-ouest de Tramm, on trouve le plus petit cratère Van den Bos (en). Ces deux cratères sont reliés par une trouée dans l'arête sud de Tramm.
Les bords du cratères sont érodés, et marqués par les traces d'anciens impacts sur l'arête nord. Le profil du cratère est maintenant un ensemble d'arêtes circulaire de hauteur inégale. La surface intérieure du cratère est essentiellement plane, marquée uniquement par quelques petits cratères, ainsi que quelques crevasses. Elle s'est fondue avec la surface du cratère Van den Bos au sud. 

## Cratères satellites

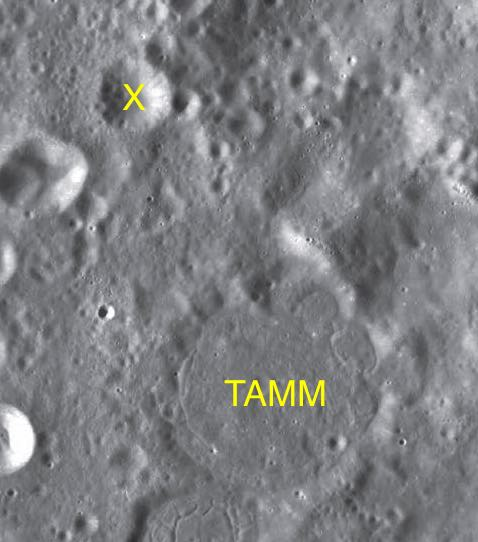
Carte des cratères satellites de Tamm.

Par convention, ces caractéristiques sont indiquées sur les cartes lunaires en plaçant la lettre sur le point le plus proche du cratère de Tamm.
| Tamm | Latitude | Longitude | Diamètre |
| ---- | -------- | --------- | -------- |
| X    | 2.7° S   | 145.5° E  | 13 km    |